# Accident aérien de la base de Los Llanos
L'accident aérien de la base de Los Llanos a lieu le 26 janvier 2015, lorsqu'un avion de combat F-16 de la force aérienne grecque s'écrase au décollage de la base d'Albacete en Espagne, au cours d'un exercice aérien de l'OTAN. L'accident fait onze morts : les deux pilotes grecs de l'appareil ainsi que neuf aviateurs français tués au sol. Sa cause principale est une mauvaise compensation de l'avion avant le décollage, pourtant censée être vérifiée par le pilote grâce à la check-list de l'appareil.
Il s'agit du plus grave accident de l'histoire de l'OTAN en dehors d'une zone de conflit, et l'un des plus graves au sein de l'Armée de l'air française.

## Contexte

### Otan Tactical Leadership Program
La base aérienne de Los Llanos (code AITA : ABC • code OACI : LEAB) est une base de l'armée de l'air espagnole, située à 4 km au sud de la ville d'Albacete et à 250 km au sud-est de Madrid. 
Le 19 janvier 2015, l'OTAN y débute comme chaque année depuis 2009 des exercices aériens dans le cadre du programme d'entraînement Tactical Leadership Program (TLP). Ces entraînements, d'une durée d'un mois, regroupent neuf membres de l'organisation, ainsi que de nombreux types d'avions militaires, dont des Rafale, Mirage, F-16, Typhoon ou Tornado. Ayant pour objectif la qualification d'équipages à la responsabilité de chef de mission, il s'agit d'une des plus réputées et des plus exigeantes formations de pilotes au monde.

### Appareil mis en cause
Le Lockheed Martin F-16 Fighting Falcon est un avion de combat multirôle développé par les États-Unis pendant les années 1970. C'est, au moment de l'accident, l'avion de chasse le plus utilisé au monde, adopté par plus de vingt pays. L'appareil à l'origine de l'accident est un F-16D Block-50 (immatriculé S/N 93-1084) du 341e escadron de la force aérienne grecque. Il s'agit d'une version biplace du F-16. Réceptionné en novembre 1997, c'est l'un des 41 F-16D dont dispose le pays.

### Pilotes
Organisés par l'OTAN, les entraînements Tactical Leadership Program (TLP) sont l'une des plus réputées et des plus exigeantes formations de pilotes au monde. Les deux membres d'équipage grecs aux commandes du F-16D étaient expérimentés. Il s'agit d'un capitaine de 35 ans ayant 1 459 heures de vol à son actif dont 872 sur F-16 et un autre capitaine de 31 ans avec 1 128 heures de vol dont 524 sur F-16. 

## Déroulement de l'accident
Le 26 janvier 2015 à 15 h 16, l'avion de chasse F-16D S/N 93-1084 du 341e escadron de la force aérienne grecque entame son décollage au QFU 09 (face à l'est) sur l'unique piste de la base, avec deux pilotes grecs à son bord, emportant sous ses ailes un missile AIM-9, un missile d'entraînement CATM-88B et trois réservoirs supplémentaires remplis de plus de 1 100 litres de carburant chacun,. L'appareil quitte le sol mais part à droite en prenant une inclinaison que son pilote n'arrive pas à contrôler. Les deux pilotes s’éjectent, mais trop tard, et sont tués à l'impact avec le sol. Sept secondes après avoir quitté le sol, l'avion traverse le taxiway principal, atteint une inclinaison à droite de presque 90 degrés et s'écrase sur un parking, fauchant deux Alpha Jet et deux Mirage 2000D français et leur personnel, qui se préparaient à partir à leur tour en mission
,
,
,
. Un Mirage, un Alpha Jet et un AMX de l'aviation militaire italienne sont aussi totalement détruits, l'autre Mirage et l'autre Alpha Jet sont fortement endommagés,
,
.

## Secours
Il faut une heure aux pompiers pour maîtriser l'incendie causé par l'écrasement du F-16 et alimenté par le carburant des autres avions impactés. Le retrait des corps ordonné par la juge chargée du dossier est retardé par le nettoyage des traces d'hydrazine, un composé chimique extrêmement toxique utilisé par l'unité de puissance auxiliaire des F-16.

## Bilan humain

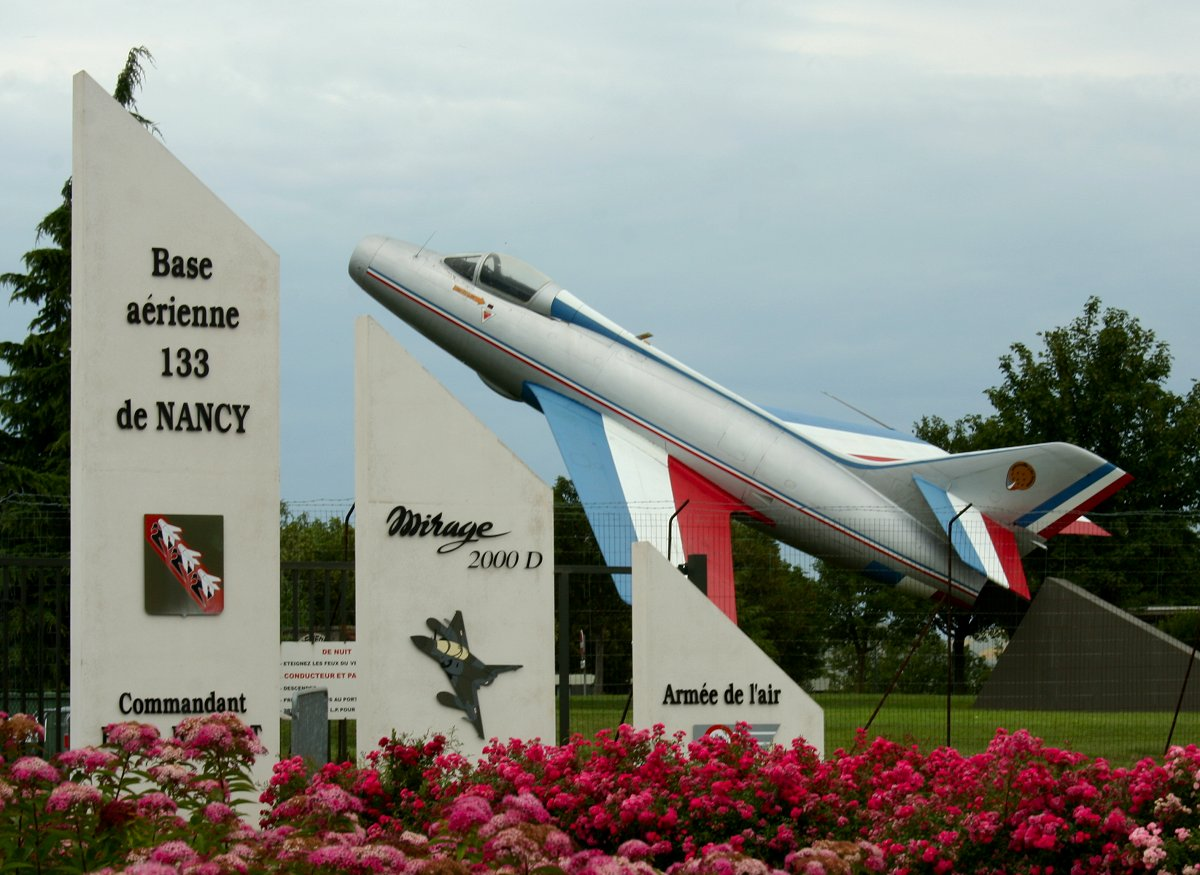
L'entrée de la base aérienne 133 Nancy-Ochey, à laquelle appartenaient sept des neuf aviateurs français tués.

Le bilan de l'accident fait état de onze morts, les deux pilotes grecs de l'appareil ainsi que neuf aviateurs français tués au sol, dont quatre officiers (trois membres du personnel navigant et un officier mécanicien) : le lieutenant-colonel Mathieu Bigand, le commandant Gildas Tison, les capitaines Marjorie Kocher et Arnaud Poignant, les adjudants-chefs Thierry Galoux et François Combourieu, l'adjudant Gilles Meyer, les sergents-chefs Régis Lefeuvre et Nicolas Dhez. Sept des Français étaient affectés à la base aérienne 133 Nancy-Ochey (deux à l'escadron de chasse 1/3 « Navarre » et cinq à l'escadron de soutien technique aéronautique 2E003 « Malzéville ») et un au Groupe d'entretien, de réparation et de stockage d'avions (GERSA) de la base aérienne 279 Châteaudun. Le commandant Tison, détaché depuis 2013 comme officier de liaison au TLP, volait exceptionnellement ce jour-là et s'était installé en avance dans l'Alpha Jet pour réviser les procédures.
| Nationalité | Morts | Blessés | Total |
| ----------- | ----- | ------- | ----- |
| France      | 9     | 9       | 18    |
| Grèce       | 2     | 0       | 2     |
| Italie      | 0     | 11      | 11    |
| Total       | 11    | 20      | 31    |

L'accident fait aussi 20 blessés dont 11 italiens et 9 français. Parmi eux, 5 souffrent de graves brûlures et ont été transférés vers un service spécialisé à Madrid, un blessé est en situation d’extrême urgence, et 2 sont placés en coma artificiel. Le 13 mars 2015, 5 blessés étaient toujours soignés à l'hôpital d'instruction des armées Percy. L'un d'entre eux devra y rester 15 mois.

## Rapport d'enquête
Le rapport d'enquête, publié le 15 juillet 2015, indique les principales causes de l'accident, à savoir :
- l’aéronef accidenté n’était pas correctement compensé pour le décollage car avant le roulage, le compensateur de direction avait été accidentellement calé sur la compensation maximale en lacet à droite (12° à droite) ;

- le pilote aux commandes avait appliqué la checklist « avant décollage » sur la zone de stationnement (parking E2) environ 20 minutes avant le décollage, ce qui le priva d'une occasion de détecter ce calage intempestif survenu ultérieurement ;

- après le décollage, les actions du pilote et les braquages de gouverne qui en résultèrent furent insuffisants pour maintenir l’aéronef en vol contrôlé. Consistant en une action aux ailerons vers la gauche et, en ce qui concerne la profondeur, à cabrer, ces actions eurent au contraire pour effets d'augmenter l'incidence et, par effet de lacet inverse non contré à la direction, le lacet à droite. À la décharge du pilote, le rapport note que celui-ci s'est trouvé, pendant les quelques secondes qu'a duré le vol, dans une configuration (train sorti et roues en rotation) où, contrairement aux conditions de pilotage normales du F-16, le couplage automatique de la gouverne de direction avec les ailerons (ARI) est désactivé. La relativement longue verrière du F-16D biplace et la présence d'un réservoir externe central, sous le fuselage, ont pu aggraver le déventement de l'aile droite, lors de l'embardée initiale.

Le rapport d'enquête de sécurité, qui ne vise pas à établir des responsabilités, souligne en termes neutres que l'action la plus efficace pour contrer le dérapage eût été d'appliquer la gouverne de direction à gauche. Le relâchement de la pression vers l'arrière et la diminution de l'incidence auraient facilité une reprise en main de l'avion.
Christian Roger, ancien leader de la Patrouille de France, juge sévèrement la réaction du pilote grec, estimant que « pour un pilote normalement formé, [l']action préférentielle de la gouverne de direction en cas d’embardée fait partie du basique ». Parmi les autres facteurs ayant contribué à l'accident, le rapport d'enquête relève l'absence de dispositifs plus fiables pour empêcher les manœuvres accidentelles des compensateurs et l'absence de système alertant le pilote sur une mauvaise compensation avant décollage. Il recommande à Lockheed Martin d'étudier le moyen de remédier à ces défauts.

## Réactions et hommages
- OTAN : Jens Stoltenberg, secrétaire général de l'OTAN, déclare le jour même de l’accident : « C'est une tragédie qui affecte toute la famille OTAN. J'exprime mes plus profondes condoléances aux proches et aux nations de ceux qui ont perdu la vie, et je souhaite un rapide rétablissement aux blessés »[1].
- France : L'Élysée publie, le jour même, dans un communiqué : « [...] Le président de la République exprime son profond respect pour l'engagement de ces personnels, officiers et sous-officiers, qui se préparaient aux missions opérationnelles de l'armée de l'air. Il rappelle que les aviateurs français, engagés au Sahel et au-dessus de l'Irak, accomplissent chaque jour avec courage et efficacité des missions pour lutter contre les groupes terroristes et consolider notre sécurité [...] »[17].
- Le 3 février 2015 un hommage national est rendu, aux Invalides, aux neuf aviateurs français disparus. Au cours de cette cérémonie, le président de la République François Hollande fait chacun d'eux, à titre posthume, chevalier de la Légion d’honneur[18].
- Le 15 juin 2015, cinq mécaniciens de l’US Air Force sont récompensés pour avoir porté assistance, au péril de leurs vies, à leurs collègues français lors de l'accident : en extrayant plusieurs blessés des flammes, ils ont évité que le bilan ne fût encore plus lourd. Le staff sergeant Greggory Swarz, qui à lui seul a sauvé trois aviateurs français et a déjà reçu pour cet acte héroïque l'Airman's Medal[19], est décoré de la Légion d’honneur par le ministre français de la Défense. Quatre autres mécaniciens sont récompensés par la médaille de la Défense nationale échelon or : les sergents John Escalante, Elie Gordon, Jonathan MacNelly et le caporal Matthew Jeffers[20].
- Le 23 juin 2015 une cérémonie d'hommage a lieu sur la base d'Albacete, au cours de laquelle est inauguré un mémorial portant les noms des onze aviateurs disparus. La place du mémorial est baptisée place du Commandant Tison[21].
- Le 23 novembre 2015 un hommage est rendu, à l'École des pupilles de l’air (EPA) de Grenoble, au capitaine Marjorie Kocher, le jour même où elle aurait eu trente ans. Le bâtiment de l’internat des filles est baptisé « Internat capitaine Marjorie Kocher »[22].